# 斯潘塞波特 (紐約州)
斯潘塞波特（英語：Spencerport）是位於美國紐約州門羅縣的村。

## 人口
根據2020年美國人口普查的數據，斯潘塞波特的面積為3.66平方千米，當中陸地面積為3.58平方千米，而水域面積為0.08平方千米。當地共有人口3685人，而人口密度為每平方千米1,007人。